# Polo aquático nos Jogos Pan-Americanos de 2023
Os torneios de polo aquático nos Jogos Pan-Americanos de 2023 em Santiago, Chile, foram realizados de 30 de outubro a 4 de novembro no Centro Aquático, localizado no cluster do Estádio Nacional. Um total de oito equipes masculinas e femininas (cada uma consistindo em até 11 atletas) competiram no evento, para um total de 192 jogadores.
A melhor equipe em cada torneio ainda não qualificada aos Jogos Olímpicos de 2024, em Paris, conquistou automaticamente sua vaga ao evento.

## Qualificação
Um total de oito equipes masculinas e oito equipes femininas se qualificaram para competir em cada torneio. O país-anfitrião, Chile, recebeu cotas para ambos os eventos, junto com outras sete equipes via torneios qualificatórios. Canadá e Estados Unidos qualificaram-se automaticamente para cada torneio, juntamente às duas melhores equipes dos Jogos Sul-Americanos de 2022 e as três melhores equipes no Campeonato da Federação Centro-Americana e Caribenha de Natação de 2022 (feminino) e nos Jogos Centro-Americanos e do Caribe de 2023 (masculino).
Masculino
| Evento                                      | Datas                    | Local        | Vagas | Classificado               |
| ------------------------------------------- | ------------------------ | ------------ | ----- | -------------------------- |
| País-sede                                   | —                        | —            | 1     | Chile                      |
| Classificação automática                    | —                        | —            | 2     | Canadá · Estados Unidos    |
| Jogos Sul-Americanos de 2022                | 11–15 de outubro         | Assunção     | 2     | Brasil · Argentina         |
| Jogos Centro-Americanos e do Caribe de 2023 | 28 de junho – 8 de julho | San Salvador | 3     | Porto Rico · Cuba · México |
| Total                                       |                          |              | 8     |                            |

Feminino
| Evento                       | Datas            | Local      | Vagas | Classificado               |
| ---------------------------- | ---------------- | ---------- | ----- | -------------------------- |
| País-sede                    | —                | —          | 1     | Chile                      |
| Classificação automática     | —                | —          | 2     | Canadá · Estados Unidos    |
| Campeonato da CCCAN de 2022  | 20–26 de julho   | Bridgetown | 3     | Cuba · México · Porto Rico |
| Jogos Sul-Americanos de 2022 | 11–15 de outubro | Assunção   | 2     | Brasil · Argentina         |
| Total                        |                  |            | 8     |                            |

## Calendário
| G | Fase de grupos | QF | Quartas de final | SF | Semifinais | F | Finais |

| DataEvento | Seg 30 out | Ter 31 out | Qua 1 nov | Qui 2 nov | Sex 3 nov | Sáb 4 nov |
| ---------- | ---------- | ---------- | --------- | --------- | --------- | --------- |
| Masculino  | G          | G          | G         | QF        | SF        | F         |
| Feminino   | G          | G          | G         | QF        | SF        | F         |

## Nações participantes
| CON                | Masculino | Feminino | Jogadores |
| ------------------ | --------- | -------- | --------- |
| ARG Argentina      | Yes       | Yes      | 24        |
| BRA Brasil         | Yes       | Yes      | 24        |
| CAN Canadá         | Yes       | Yes      | 24        |
| CHI Chile          | Yes       | Yes      | 24        |
| CUB Cuba           | Yes       | Yes      | 24        |
| USA Estados Unidos | Yes       | Yes      | 24        |
| MEX México         | Yes       | Yes      | 24        |
| PUR Porto Rico     | Yes       | Yes      | 24        |
| Total: 8 CONs      | 8         | 8        | 192       |

## Medalhistas
| Evento             | Ouro | Prata | Bronze |
| ------------------ | --- | --- | --- |
| Masculino detalhes | Alexander Bowen Luca Cupido Hannes Daube Chase Dodd Ryder Dodd Benjamin Hallock Drew Holland Johnathan Hooper Maxwell Irving Alexander Obert Adrian Weinberg Dylan Woodhead Quinn Woodhead USA Estados Unidos | Guilherme Barella Logan Cabral Alípio Nardaci Gustavo Coutinho Roberto de Freitas Bruno Chiappini Rafael Real Pedro Real Marcos Vinicius Pires Gabriel Sojo da Silva Gustavo Guimarães Luis Ricardo da Silva Alexandre Mendes BRA Brasil | Diego Malnero Ramiro Veich Tomás Galimberti Tomás Tilatti Nahuel Leona Tomás Echenique Iván Carabantes Eduardo Bonomo Carlos Camnasio Esteban Corsi Guido Poggi Teo Soler Octavio Salas ARG Argentina                       |
| Feminino detalhes  | Ashleigh Johnson Emily Ausmus Tara Prentice Rachel Fattal Jenna Flynn Maggie Steffens Jordan Raney Ryann Neushul Jewel Roemer Kaleigh Gilchrist Ava Johnson Bayley Weber Amanda Longan USA Estados Unidos     | Jessica Gaudreault Rae Lekness Axelle Crevier Emma Wright Daphné Guèvremont Blaire McDowell Verica Bakoc Elyse Lemay-Lavoie Hayley McKelvey Serena Browne Kindred Paul Floranne Carroll Clara Vulpisi CAN Canadá                         | Thatiana Pregolini Stefany Azevedo Letícia Silva Kemily Leão Ana Júlia Amaral Jeniffer Cavalcante Samantha Ferreira Karen da Silva Letícia Belorio Rebecca Moreira Luana de Souza Eduarda Estevão Isabela Mendes BRA Brasil |

## Quadro de medalhas
| Ordem | País               | Medalha de ouro | Medalha de prata | Medalha de bronze |   |
| ----- | ------------------ | --------------- | ---------------- | ----------------- | - |
| 1     | USA Estados Unidos | 2               |                  |                   | 2 |
| 2     | BRA Brasil         |                 | 1                | 1                 | 2 |
| 3     | CAN Canadá         |                 | 1                |                   | 1 |
| 4     | ARG Argentina      |                 |                  | 1                 | 1 |
| TOTAL | TOTAL              | 2               | 2                | 2                 | 6 |